# Wikipédia en yoruba
Wikipédia en yoruba (en yoruba : Wikipẹ́díà l'édè Yorùbá) est l’édition de Wikipédia en yoruba, langue yoruboïde parlée au Nigeria et au Bénin. L'édition est peut-être lancée en octobre 2002, mais plus vraisemblablement en mars 2004. Son code est : yo.
Au 31 mai 2025, l'édition en yoruba contient 35 238 articles et compte 31 141 contributeurs, dont 73 contributeurs actifs et 4 administrateurs.

## Présentation

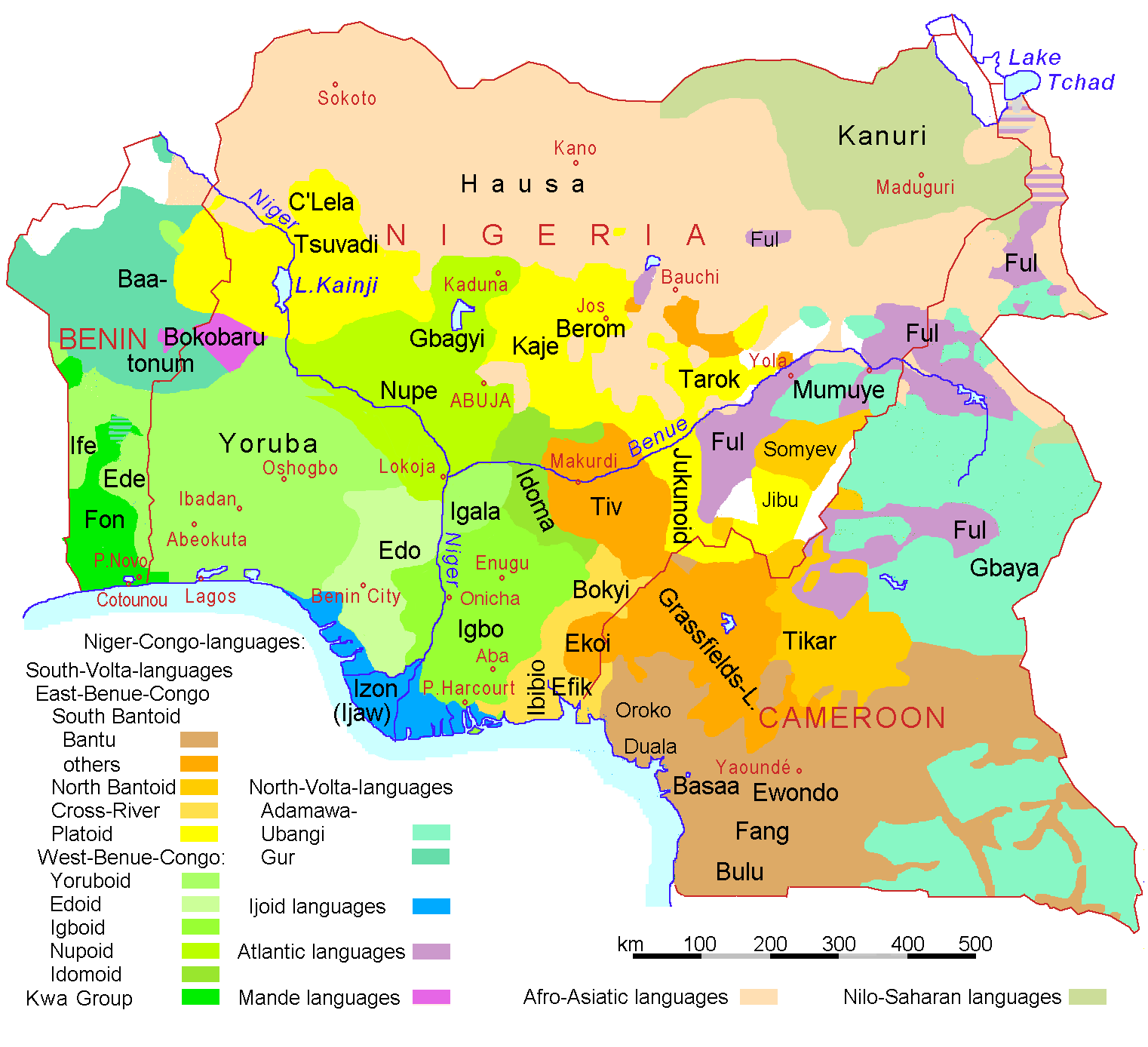
Aire de diffusion du yoruba.

## Statistiques
- En février 2009, l'édition en yoruba compte quelque 6 200 articles et 1 200 utilisateurs enregistrés.
- En avril 2011, elle compte quelque 12 700 articles et 5 200 utilisateurs enregistrés.
- Le 7 novembre 2022, elle contient 31 888 articles et compte 25 399 contributeurs, dont 62 contributeurs actifs et 3 administrateurs.
- Le 12 septembre 2024, elle contient 34 288 articles et compte 29 607 contributeurs, dont 97 contributeurs actifs et 4 administrateurs.